# De Jaren 90 voor Tieners
De Jaren 90 voor Tieners is een Vlaams televisieprogramma uit 2023 dat werd uitgezonden op VRT 1. Het werd geproduceerd door productiehuis Panenka en gepresenteerd door Steven Van Herreweghe.
In het programma vertelt Van Herreweghe het verhaal van de nineties aan negen tieners, in hun eigen slaapkamer. Hij doet dat met verhalen en beeld.
In 2022 was er het eerste seizoen, De Jaren 80 Voor Tieners, met hetzelfde concept, maar dan over de eighties.

## Cast
De tieners kwamen van overal uit Vlaanderen, van Zwevegem tot Bocholt.
- Fran Bergen
- Karsten Janssens
- Kathy Korasak
- Kenji Oyen
- Maud Moens
- Max Luvengika
- Sieben Beeckmans
- Stans Baekelandt
- Warre Baekelandt

## Afleveringen
|    | Jaartal | Uitzenddatum      |
| -- | ------- | ----------------- |
| 1  | 1990    | 7 september 2023  |
| 2  | 1991    | 14 september 2023 |
| 3  | 1992    | 21 september 2023 |
| 4  | 1993    | 28 september 2023 |
| 5  | 1994    | 5 oktober 2023    |
| 6  | 1995    | 12 oktober 2023   |
| 7  | 1996    | 19 oktober 2023   |
| 8  | 1997    | 26 oktober 2023   |
| 9  | 1998    | 2 november 2023   |
| 10 | 1999    | 9 november 2023   |

## Prijzen
In 2023 werd het programma genomineerd voor De HA! van Humo.